# Granica serbsko-węgierska
Granica serbsko-węgierska – granica państwowa, pomiędzy Serbią oraz Węgrami o długości 151 km.

## Kształtowanie się granicy
Granica powstała w 1918 po utworzeniu Królestwa SHS, w okresie II wojny światowej przesunięta na korzyść Węgier. Po wojnie przywrócono granice przedwojenne, wówczas to była granica z Socjalistyczną Federacyjną Republiką Jugosławii.
Na początku lat 90. po rozpadzie Jugosławii i powstaniu Federalnej Republiki Jugosławii, powstała granica z FRJ. Granica miała identyczny przebieg po przekształceniu FRJ w Serbię i Czarnogórę w 2003. Po rozpadzie Serbii i Czarnogóry i powstaniu niepodległej Serbii w 2006 powstała obecna granica także o identycznym przebiegu.

## Przebieg granicy
Granica na zachodzie rozpoczyna się na trójstyku chorwacko-serbsko-węgierskim. Kończy się zaś na wschodzie na trójstyku rumuńsko-serbsko-węgierskim.

## Budowa płotu granicznego

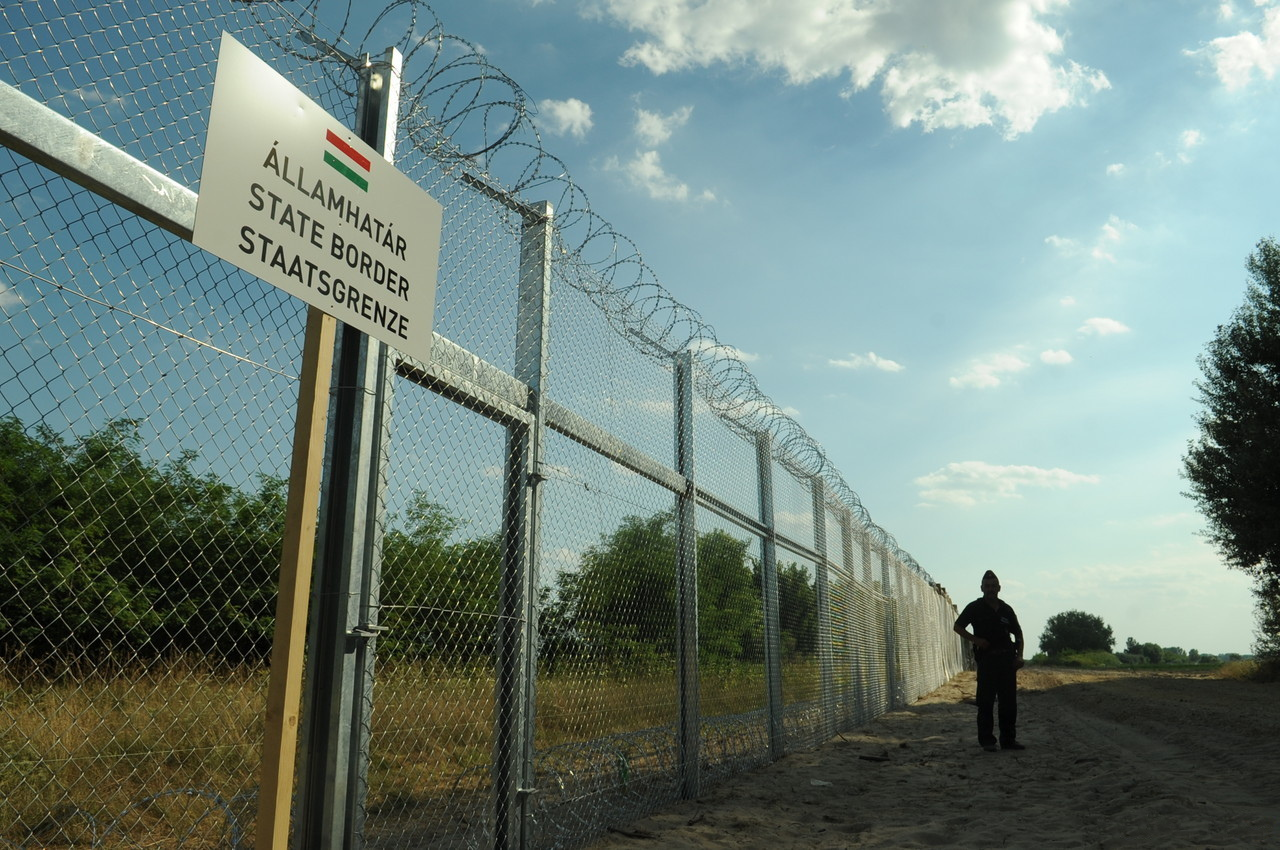
Płot na granicy węgiersko-serbskiej

Ponieważ w pierwszej połowie 2015 r. znacznie wzrosła liczba imigrantów przybywających na Węgry, rząd węgierski w dniu 17 lipca 2015 roku zdecydował o tym, że podobnie do granicy grecko-tureckiej i bułgarsko-tureckiej, zamknie zieloną granicę na odcinku węgiersko-serbskim.
Tym samym rozpoczęto prace nad budową płotu granicznego.

### Serbskie okręgi przygraniczne
- Okręg północnobacki
- Okręg północnobanacki
- Okręg zachodniobacki

### Węgierskie komitaty przygraniczne
- Komitat Csongrád
- Komitat Bács-Kiskun